# كبريتيد التيتانيوم الثنائي
 كبريتيد تيتانيوم ثنائي (بالإنجليزية:  Titanium(II) sulfide)‏ مركب كيميائي له الصيغة TiS ، ويكون على شكل بلورات بنية .